# Ми однієї крові — ти і я!
Ми однієї крові — ти і я! (рос. Мы одной крови — ты и я!) — науково-фантастичний роман російської радянської письменниці Аріадни Громової. Уперше роман вийшов у видавництві «Дитяча література» 1967 року. У романі на фоні фантастичного сюжету — встановлення телепатичного зв'язку між людиною та свійським котом — піднімаються важливі питання етики дослідів над тваринами, взаємовідносин людини з тваринами, а також місця тварин у сучасному світі та нашому житті.

## Сюжет
Молодий учений-біолог Ігор живе в окремій квартирі разом із своїм великим чорно-білим свійським котом Барсом, якого дуже любить та який відповідає Ігору взаємною любов'ю, аж до того, що хлопцеві довелось розстатися з нареченою, яка не любить свійських тварин. Молодий учений вирішує дослідити, чи сприйнятливі тварини до гіпнозу, та вирішив перевірити це на своєму котові. Результати початкового експерименту були сприятливими, кіт виявився сприйнятливим до гіпнозу та навчився виконувати деякі команди господаря. Пізніше кіт навіть розпочав засвоювати та вимовляти окремі слова, зокрема «мама», «м'ясо» та «мало». Ігор розповів про свої успіхи родичам і знайомим, і до нього приводять для проведення дослідів великого пса. Під час цих дослідів кіт із собакою навіть зуміли досягнути часткового порозуміння. Ігор навіть розпочинає вірити, що в майбутньому людям і тваринам вдасться повністю порозумітися, і люди навіть зуміють забезпечити хижих тварин штучною їжею. Одночасно він починає розуміти негуманність експериментів на живих істотах, під час яких вони втрачають своє здоров'я та навіть життя, і виступає за повну їх заборону. У цей час Ігор знайомиться з сусідським хлопчиком-школярем, якого звати Герка, який повідомляє Ігору, що його чорний кіт Мурчик уміє танцювати, виконувати команди та читати думи свого молодого господаря. Проте бабуся хлопчика, надмірно релігійна особа, вважає кота пекельною твариною та хоче його вбити, і в цьому її підтримує батько хлопчика. Ігор за допомогою своїх друзів і знайомих намагається вплинути на бабусю й батька хлопчика, проте марно, а бабуся робить спробу вбити кота, викинувши його з вікна багатоповерхового будинку. Проте Мурчик залишається живим, хоча й зазнає серйозних ушкоджень і тривалий час лікується, а Герка після цього також потрапляє до лікарні. Пізніше Ігор робить спробу показати свої досягнення в налагодженні прямого контакту з тваринами іншим ученим та парапсихологам, проте в той день після перенесеного стресу після нещасного випадку з Мурчиком його самопочуття було не з кращих, тому демонстрація його і Барсових здібностей не справила належного враження на присутніх. Проте Ігор не впадає у відчай, а вирішує продовжити пошук взаєморозуміння й з іншими тваринами, і йому вдається навіть налагодити контакт із чорною пантерою в зоопарку.

## Рецензії
У своїй рецензії на роман брати Стругацькі зазначають, що в ньому показано погляди сучасних як для авторки роману, так і для Стругацьких, представників інтелігенції, які можуть як любити тварин, вважаючи їх нашими «меншими братами», так і вважати їх живими речами, які перебувають у безконтрольному користуванні людини, проте в будь-якому випадку вони відкидатимуть саму можливість жорстокого поводження з тваринами, оскільки вважають це прямим шляхом до моральної деградації людини. Рецензенти закидають авторці роману деяку надмірну публіцистичність, особливо у викладі думок головного героя щодо майбутнього повного порозуміння людей і тварин, а також думок героя щодо експериментів над тваринами, проте не заперечують проти необхідності часткового включення до книги фрагментів з публіцистичним стилем, оскільки на той час, на думку рецензентів, У Радянському Союзі в літературі недостатньо описувалась необхідність гуманного ставлення до тварин.